# Ugglor i mossen (film)
Ugglor i mossen (originaltitel: The Trouble with Harry) är en amerikansk svart komedifilm från 1955 i regi av Alfred Hitchcock, baserad på en roman av Jack Trevor Story.
Filmen handlar om invånarna i en liten by, som hittar en död man. De får problem med att reda ut varför mannen har mördats och vad de ska göra med liket.

## Medverkande
- Edmund Gwenn – Albert Wiles
- John Forsythe – Sam Marlowe
- Mildred Natwick – Ivy Gravely
- Mildred Dunnock – Mrs. Wiggs
- Jerry Mathers – Arnie Rogers
- Royal Dano – Calvin Wiggs
- Shirley MacLaine – Jennifer Rogers